# Angliers, Charente-Maritime
Angliers är en kommun i departementet Charente-Maritime i regionen Nouvelle-Aquitaine i västra Frankrike. Kommunen ligger  i kantonen Courçon som ligger i arrondissementet La Rochelle. År 2022 hade Angliers 1 366 invånare.

## Befolkningsutveckling
Antalet invånare i kommunen Angliers
Referens:INSEE